# Thanh gươm diệt quỷ: Chuyến tàu vô tận
Thanh gươm diệt quỷ: Chuyến tàu vô tận (Nhật: 劇場版「鬼滅の刃」 無限列車編 Hepburn: Gekijōban Kimetsu no Yaiba: Mugen Ressha-hen) là một bộ anime điện ảnh chiếu rạp năm 2020 của Nhật Bản, dựa trên manga Thanh gươm diệt quỷ của Gotōge Koyoharu. Đây là phiên bản nối tiếp điện ảnh của loạt anime 2019, do Sotozaki Haruo đạo diễn và được sản xuất bởi Ufotable. Dàn diễn viên chính lồng tiếng Nhật của bộ anime cũng quay trở lại để đảm nhận vai diễn gốc. Tác phẩm được phát hành vào ngày 16 tháng 10 năm 2020 tại Nhật Bản và cuối năm 2020 đến giữa năm 2021 trên toàn thế giới. Thanh gươm diệt quỷ: Chuyến tàu vô tận ra mắt dưới dạng Fan Screening vào ngày 5 tháng 12 năm 2020, chiếu sớm vào ngày 10 tháng 12 năm 2020 và được khởi chiếu chính thức vào ngày 11 tháng 12 năm 2020 tại Việt Nam.
Bộ phim được phát hành trong đại dịch COVID-19. Thu về hơn 500 triệu đô la trên toàn thế giới, trở thành bộ phim có doanh thu cao năm 2020 và là lần đầu tiên một bộ phim không đến từ Hollywood đứng đầu doanh thu phòng vé hàng năm. Phim đã lập nhiều kỷ lục phòng vé, bao gồm cả việc trở thành anime và phim Nhật Bản có doanh thu cao nhất mọi thời đại.
Mùa thứ hai của bộ anime đã được phát hành vào năm 2021 và mùa thứ ba dự kiến sẽ phát hành vào năm 2023.

## Nội dung
Kamado Tanjiro và những người bạn từ Sát Quỷ Đội đi cùng với Viêm Trụ Rengoku Kyōjurō, để điều tra một loạt những vụ mất tích bí ẩn xảy ra bên trong một chuyến tàu. Họ không biết rằng Enmu, Hạ huyền Nhất thuộc Thập nhị Nguyệt quỷ, cũng ở trên tàu và đã sắp đặt sẵn một cái bẫy.
Sau khi lên chuyến tàu mang tên "Vô Tận" để điều tra về các vụ mất tích, Tanjirō cùng những người bạn của và mình gặp Viêm Trụ Rengoku Kyōjurō. Tanjirō đã gặp Viêm Trụ để hỏi về Điệu Múa Của Hoả Thần (Hoả Thần Thần Lạc) của cha mình, nhưng cậu chỉ nhận được câu trả lời từ Viêm Trụ là: "Anh chẳng biết gì hết! Hãy trở thành người kế tục của anh! Anh sẽ dạy cậu thật tốt!". Tuy nhiên, khi người soát vé bấm vé, Huyết Quỷ Thuật từ con quỷ Enmu đã được kích hoạt và họ bị chìm vào giấc mộng. Để giải thoát cho mình, họ cần phải đốt tấm vé tàu hoặc tự sát trong giấc mộng. Những người hành khách bị mất tích đã theo lời con quỷ xâm nhập vào giấc mơ của Tanjirō và bạn bè của cậu để phá hủy lõi linh hồn và giúp con quỷ giết họ dễ hơn. Họ làm vậy chỉ để nhận được "những giấc mộng đẹp".
Tanjirō mơ về cuộc sống của gia đình cậu trước khi bị Muzan sát hại, Zenitsu mơ về sự hạnh phúc của mình và Nezuko, Inosuke mơ về đội thám hiểm hang động còn Viêm Trụ thì mơ về cuộc nói chuyện giữa anh và cha mình sau khi trở thành trụ cột.
Tanjirō đã tự thoát khỏi giấc mơ bằng cách tự sát, Zenitsu và Inosuke thì có ý chí mạnh nên bản thể trong mơ của hai cậu có thể ở trong vùng vô thức nên những người kia không thể phá hủy lõi được, Viêm Trụ thì đã ngăn cản cô gái giết mình bằng cách khống chế cô gái ngoài đời thực bằng bản năng. Nezuko đã cứu họ khỏi giấc mơ bằng cách đốt các tấm vé tàu.
Sau khi thoát khỏi giấc mơ, Tanjirō lên nóc tàu và tìm thấy Enmu. Cậu đã chém cổ Enmu, nhưng vì hắn đã hợp thể với đoàn tàu nên cậu phải chém cổ hắn ở toa đầu tàu để tiêu diệt hắn.
Tanjirō và Inosuke có nhiệm vụ tiêu diệt Enmu, còn Viêm Trụ, Nezuko và Zenitsu thì bảo vệ hành khách. Khi tới toa đầu tàu, Inosuke đã chém phần sàn để lộ ra cổ của con quỷ. Tên lái tàu vì muốn có giấc mộng đẹp nên đã lấy kim đâm vào bụng Tanjirō. Con quỷ đã làm Tanjirō chìm vào giấc mộng nhiều lần và suýt chết ngoài đời thực nhưng Inosuke đã kịp ngăn cậu lại. Cuối cùng Tanjirō đã tiêu diệt con quỷ bằng cách sử dụng "Thiên Thanh", một điệu trong "Hoả Thần Thần Lạc" và chém đứt cổ Hạ huyền Nhất Enmu.
Cơn ác mộng kết thúc tại đây. Viêm Trụ Rengoku Kyōjurō đã chỉ cậu cách cầm máu bằng hơi thở nhưng cậu không thể di chuyển được. Tuy nhiên, sau một cơn ác mộng thì lại có cơn ác mộng khác còn kinh khủng hơn kéo tới. Đó là sự xuất hiện của Thượng huyền Tam Akaza.
Rengoku Kyōjurō đã bảo vệ Tanjirō và chiến đấu với Thượng huyền Tam. Akaza đã nhiều lần mời gọi Viêm Trụ trở thành quỷ để anh được bất tử, trở nên mạnh hơn và có thể chiến đấu với hắn mãi mãi. Nhưng Kyōjurō đã trả lời: "Già đi và chết đi mới là vẻ đẹp của sinh vật phù du mang tên con người. Bởi vì họ sẽ già đi, bởi vì họ sẽ chết đi, nên họ mới đẹp đẽ và quý giá.".
Trận chiến đã kết thúc khi Akaza giết Kyōjurō bằng chiêu thức "Phá hoại sát: Diệt thức" và đấm xuyên bụng anh. Rengoku vẫn có giữ tay hắn trong bụng để kìm chân hắn đến khi trời sáng. Lúc trời bắt đầu bừng sáng thì Akaza tự cắt tay mình để bỏ chạy. Trong lúc hắn chạy, Tanjirō đã ném kiếm xuyên đầu hắn và hét: "Anh Rengoku mới là người chiến thắng!". Điều này đã khiến Akaza rất tức giận.
Trước khi chết, Viêm Trụ đã nói với Tanjirō vài điều về điệu múa của cha cậu. Câu đặc biệt nhất của anh chính là: "Hãy giữ con tim mình rực lửa!".
Bộ phim kết thúc với phân cảnh chúa công Ubuyashiki nói: "Sớm thôi, ta sẽ gặp lại cậu và mọi người ở đó" và cảnh Tanjirō khóc khi lặp lại tên Viêm Trụ Rengoku Kyōjurō.

## Nhân vật
- Rengoku Kyōjurō: Viêm Trụ của Sát Quỷ Đội, người sở hữu Hơi Thở Của Lửa. Ở phần phim này, anh được phái tới để giúp đỡ đàn em Tanjiro, Inosuke, Zenitsu... để tiêu diệt quỷ, cứu 200 hành khách trên tàu hỏa.
- Kamado Tanjirō: Thành viên Sát Quỷ Đội, hợp sức cùng với nhóm bạn Inosuke, Zenitsu và em gái Nezuko để giết quỷ.
- Kamado Nezuko: Quỷ, em gái của Tanjiro; trong phim, nhân vật này bộc lộ sức mạnh phi thường, là người phá ấn quỷ thuật, giúp anh mình tỉnh dậy từ trong cơn mộng mị để đánh quỷ, đồng thời cứu những hành khách khác khỏi bị quỷ ăn thịt.
- Agatsuma Zenitsu: Thành viên Sát Quỷ Đội, bạn của Kamado Tanjiro, cực kỳ mê mẩn Kamado Nezuko. Xét về kiếm pháp, nhân vật này chỉ bộc lộ khả năng chiến đấu nhanh như điện xẹt khi... ngủ và đã cứu "người yêu trong mộng" là Kamado Nezuko khi nhân vật này bị quỷ tấn công.
- Hashibira Inosuke: Thành viên Sát Quỷ Đội, bạn của Kamado Tanjiro. Anh chàng mang mặt nạ lợn rừng này đã cứu Kamado Tanjiro ra khỏi cửa tử trong nhiệm vụ, bề ngoài tuy tỏ ra mạnh mẽ nhưng rất dễ xúc động.
- Enmu: Quỷ Hạ Huyền Nhất, con quỷ mạnh nhất trong nhóm quỷ Hạ Huyền, có ước muốn thách đấu lũ quỷ Thượng Huyền để giành lấy vị trí của chúng. Trong phim, anh ta sử dụng Huyết Quỷ Thuật để khiến cho thành viên Sát Quỷ Đội đi sâu vào giấc ngủ, từ đó dễ bề tiêu diệt đối thủ. Anh còn lợi dụng "tay chân" là những người soát vé tàu để giúp anh tiếp cận thành viên Sát Quỷ Đội dễ dàng hơn.
- Akaza: Quỷ Thượng Huyền Tam, một trong những con quỷ cực mạnh, khó ai bì được trong thế giới quỷ. Hắn là kẻ liên tục mời gọi Viêm Trụ Rengoku Kyōjurō trở thành quỷ vì tiếc nuối cho kiếm pháp của đối thủ.

Bên cạnh đó, phim Thanh gươm diệt quỷ: Chuyến tàu vô tận còn nhiều nhân vật khác. Các Trụ Cột khác của Sát Quỷ Đội cũng được giới thiệu trong phim.

## Diễn viên lồng tiếng
| Nhân vật          | Tiếng Nhật          | Tiếng Việt   |
| ----------------- | ------------------- | ------------ |
| Kamado Tanjiro    | Hanae Natsuki       | Ánh Vân      |
| Kamado Nezuko     | Kitō Akari          | Thanh Hồng   |
| Agatsuma Zenitsu  | Shimono Hiro        | Hoàng Khuyết |
| Hashibira Inosuke | Matsuoka Yoshitsugu | Hoàng Trí    |
| Rengoku Kyōjurō   | Hino Satoshi        | Quang Tuyên  |
| Enmu              | Hirakawa Daisuke    | Anh Tuấn     |
| Akaza             | Ishida Akira        | Trần Vũ      |
| Rengoku Ruka      | Toyoguchi Megumi    | Thanh Hồng   |
| Rengoku Shinjuro  | Koyama Rikiya       |              |
| Rengoku Senjuro   | Enoki Junya         | Anh Tuấn     |

## Phát hành
Vào ngày 28 tháng 9 năm 2019, ngay sau khi tập 26 được phát sóng, một anime movie chiếu rạp có tựa đề Thanh gươm diệt quỷ: Chuyến tàu vô tận đã được công bố, với các thành viên và dàn diễn viên sẽ diễn lại vai của họ. Vào ngày 10 tháng 4 năm 2020, có thông báo rằng bộ phim sẽ được phát hành rạp tại Nhật Bản vào ngày 16 tháng 10 năm 2020. Tác phẩm sẽ được phân phối tại Nhật Bản bởi Aniplex và Toho. Bài hát chủ đề của bộ phim có tựa đề "Homura" (炎:lửa) được thể hiện bởi ca sĩ LiSA.
Vào ngày 18 tháng 9 năm 2020, đã có thông báo rằng khán giả Nhật Bản sẽ nhận được một bản sao của "Rengoku Volume 0", một manga đặc biệt của tác giả bộ truyện Gotoge Koyoharu kể về nhiệm vụ đầu tiên của nhân vật Rengoku Kyōjurō. Nó sẽ được in giới hạn 4,5 triệu bản.
Aniplex of America đã cấp phép cho Thanh gươm diệt quỷ: Chuyến tàu vô tận và sẽ phát hành bộ phim tại các rạp ở Bắc Mỹ với sự hợp tác của Funimation Films vào năm 2021. Phim được phát hành chính thức tại Việt Nam (không tính các suất Fan Screening và suất chiếu sớm) vào ngày 11 tháng 12 năm 2020 bởi ODEX.

## Doanh thu phòng vé
Phim Thanh gươm diệt quỷ: Chuyến tàu vô tận là dự án anime ăn khách bậc nhất ở Nhật Bản năm 2020 cũng như trên toàn thế giới. Trong lúc nhiều hệ thống rạp chiếu trên thế giới phải đóng cửa vì ảnh hưởng của dịch Covid-19, Nhật Bản, dù khó khăn, vẫn duy trì tình hình kinh doanh để kéo khán giả đến rạp, từ đó góp phần làm nên kỳ tích của bộ phim như hiện tại. Thanh gươm diệt quỷ bản điện ảnh đầu tiên này là dự án kiếm tiền nhanh nhất thị trường Nhật Bản tính đến hiện tại.

### Thị trường Nhật Bản
Vào cuối tuần công chiếu, Thanh gươm diệt quỷ: Chuyến tàu vô tận đã thu về hơn 44 triệu USD tại Nhật Bản. Đây là bộ phim đứng đầu bảng trong 3 ngày khởi chiếu tại các rạp ở Nhật Bản, và là tác phẩm điện ảnh có doanh thu cao nhất trên toàn thế giới vào cuối tuần, mặc dù một số biện pháp an toàn đã được áp dụng do đại dịch COVID-19, như chỗ ngồi cách biệt, giới hạn lượng người vào cửa chỉ bằng một nửa so với bình thường hoặc lệnh cấm mang thực phẩm và đồ uống.
| Thị trường | Tổng doanh thu                                         | Tổng số vé bán ra                  | Thời điểm trích xuất dữ liệu |
| ---------- | ------------------------------------------------------ | ---------------------------------- | ---------------------------- |
| Nhật Bản   | 31,16 tỷ yên Nhật                                      | 23,175,884 vé (66 ngày xuất xưởng) | Tính đến ngày 20/12/2020     |
| Đài Loan   | Trên 558,7 triệu đô la Đài Loan (Trên 19,83 triệu USD) | 2,319,933 vé                       | 13/12/2020                   |
| Hồng Kông  | Trên 3,75 triệu USD                                    | ?                                  | 2/12/2020                    |
| Việt Nam   | 14,457,419,000 đồng                                    | ?                                  | 25/12/2020                   |
| Singapore  | ?                                                      | ?                                  | ?                            |
| Trung Quốc | ?                                                      | ?                                  | ?                            |
| Châu Á     | Trên 340 triệu USD                                     | Trên 25,49 triệu vé                | 25/12/2020                   |

Sau 10 ngày, phim đã phá vỡ rào cản 10 tỷ yên, thu về hơn 10,75 tỷ yên Nhật (102,5 triệu USD) và trở thành bộ phim nhanh nhất trong lịch sử điện ảnh Nhật Bản làm được điều này. Sau 24 ngày, phim đã phá vỡ rào cản 20 tỷ yên, thu về hơn 20,4 tỷ yên Nhật (197,9 triệu USD) và trở thành bộ phim thứ 5 có doanh thu cao nhất trong lịch sự điện ảnh Nhật Bản. Sau 31 ngày, phim đã thu về hơn 23,3 tỷ yên Nhật (223,3 triệu USD).
Vào 10 giờ sáng ngày 26 tháng 12 tại Nhật Bản, phim  đã đạt 31.7 tỷ yên và chính thức trở thành bộ phim có doanh thu cao nhất lịch sử phòng vé Nhật Bản. Con số cộng dồn đã vượt 31,68 tỷ yên của Vùng đất linh hồn, bộ phim đứng đầu lịch sử trước đó. Đây thực sự là một kỳ tích đáng kinh ngạc sau 19 năm. Sau đó 2 ngày, phim vượt kỷ lục 305 triệu USD của Spirited Away (phát hành năm 2001).

### Thị trường quốc tế
Bên ngoài thị trường Nhật Bản, nhất là ở các thị trường châu Á khác, phim Thanh gươm diệt quỷ: Chuyến tàu vô tận phá vỡ nhiều kỷ lục phòng vé. Ra rạp tại Đài Loan từ ngày 30 tháng 10 năm 2020, phim thu về trên 360 triệu đô la Đài Loan (tức hơn 12,6 triệu USD) sau 17 ngày công chiếu, trở thành phim hoạt hình Nhật Bản có doanh thu cao nhất ở thị trường này tính đến hiện tại. Vào ngày thứ 20 "chinh chiến" tại xứ Đài, tác phẩm cán cột mốc mới là hơn 400 triệu đô la Đài Loan, tính đến hiện tại doanh thu ở thị trường này đã vượt mốc hơn nửa tỉ đô la Đài Loan.
Ở Hồng Kông, phim cũng thu về doanh thu khá. Tại đây, Thanh gươm diệt quỷ: Chuyến tàu vô tận thu về số tiền trên 3,75 triệu USD. Thế nhưng vào ngày 2/12/2020, do ảnh hưởng phức tạp của dịch Covid-19 tại Hương Cảng khiến thị trường này phải đóng cửa nhiều rạp chiếu. Thanh gươm diệt quỷ: Chuyến tàu vô tận là phim anime có doanh thu cao nhất năm 2020, đồng thời là phim đứng thứ 5 trong danh sách phim ăn khách bậc nhất năm 2020.

### Thị trường Việt Nam
Tại Việt Nam, doanh thu phim đến hết ngày 21 tháng 12 năm 2020, sau 10 ngày công chiếu phim đã thu về gần 13,5 tỷ đồng. Đến ngày 25/12/2020, phim thu về tổng doanh thu trên 14,4 tỷ đồng.